# Nionde vågen
Nionde vågen (ryska: Девятый вал) är en målning av den armenisk-ryska konstnären Ivan Ajvazovskij. Det är ofta sett som hans kändaste verk. Den skildrar personer som försöker rädda sig från döden efter en natts storm genom att klamra sig fast vid lösa föremål från ett förlist skepp. Målningen har varma toner där havet inte verkar så hotfullt. Den är utställd på Ryska museet i Sankt Petersburg.